# Trembita (řízená střela)
Trembita (ukrajinština: Трембіта) – ukrajinská řízená střela země-země s doletem přibližně 140 kilometrů, vyráběná společností PARS.

## Popis
Trembita je konstrukčně podobná německé létající bombě V-1 z druhé světové války. Střelu pohání (dnes již zřídka používaný) pulzační motor, který jí umožňuje dosáhnout rychlosti přibližně 400 km/h. Tento motor generuje zvuk o intenzitě 100 dB a velké množství tepla, díky čemuž je Trembita atraktivním cílem nepřátelské protivzdušné obrany, zejména střel MANPADS. Střela má dolet přibližně 140 kilometrů, minimální letová výška je 30 m a maximální dostup 2 000 m. Jako palivo se používá benzín E92 nebo E95. Zásoba paliva je 30 litrů. Vzhledem k typu použitého motoru je Trembita vybavena raketovým urychlovačem, umožňujícím správný start. Tyto střely jsou nejčastěji odpalovány z mobilních odpalovacích zařízení, obvykle nesoucích asi 20-30 raket.